# Raúl Danda
Raúl Danda (Cabinda, 13 de noviembre de 1957-Luanda, 8 de mayo de 2021) fue un político angoleño. Desde 2016 hasta 2021, fue vicepresidente de la Unión Nacional para la Independencia Total de Angola (UNITA).

## Biografía
Obtuvo una licenciatura en administración de empresas de la Universidade Lusíada de Angola. Durante siete años, trabajó en la Embajada de Estados Unidos en Angola.
- De 1991 a 1992, fue director general de Información de la UNITA antes de trabajar como locutor en la Rádio Nacional de Angola.

- De 1993 a 2006 trabajó en la oficina de prensa del Ministerio de Justicia de Angola, pero estuvo detenido 29 días en 2006 por delitos contra la seguridad del Estado.[2] Sin embargo, nunca fue acusado.

- De 2012 a 2016, se desempeñó en la Asamblea Nacional de Angola. Durante este tiempo, dejó a la UNITA en el Parlamento. Una vez finalizado su mandato, ocupó el cargo de vicepresidente de UNITA.

## Fallecimiento
Falleció en Luanda el 8 de mayo de 2021 a la edad de 63 años.